# Tentato colpo di Stato della marina greca del 1973
Il tentato colpo di Stato della Marina greca o ammutinamento del Velos, fu un tentativo insurrezionale portato avanti da 207 ufficiali e sottufficiali della Marina militare greca, con l'obiettivo di rovesciare l'allora regime dittatoriale dei colonnelli in Grecia.

## Eventi
Anche se il movimento iniziò a essere pianificato da ufficiali democratici nel 1969, fu alla fine tradito un giorno prima del suo evento e schiacciato alla sua nascita. La reazione del regime fu immediata: furono arrestati tutti coloro che erano coinvolti, molti dei quali furono torturati, come l'allora maggiore in pensione Spýros Moustaklís, che rimase disabile dopo 47 giorni di torture, rendendolo un simbolo di resistenza alla giunta greca.
Due giorni dopo la soppressione del movimento, il cacciatorpediniere "Velos" (con un equipaggio totale di 270 uomini) capitanato da uno dei pionieri dell'ammutinamento, l'allora ammiraglio Nikos Pappas, abbandonò la formazione delle navi partecipanti ad un'esercitazione della NATO al largo della Sardegna e si diresse verso la costa italiana ancorando al largo del porto di Fiumicino, dove 7 ufficiali (compreso il capitano) e 25 sottufficiali chiesero l'asilo politico alle autorità italiane, le quali, dopo giorni di attesa, lo concessero.
Questa loro azione intaccò gravemente il prestigio del governo militare di Atene, che in precedenza si era affrettato a sminuire la portata del movimento, affermando attraverso il suo rappresentante Byron Stamatopoulos, che fosse un "operetta del movimento navale di pochi ufficiali in pensione". Successivamente, gli ufficiali latitanti rilasciarono interviste alla stampa dove manifestarono con documenti l'imbarazzo e l'opposizione alla dittatura della grande maggioranza del popolo e dell'esercito greco.
Nikos Pappas, in un messaggio radiofonico inviato allo squadrone della Nato espose la sua decisione:
Το δια ασυρμάτου μήνυμα του Νίκου Παππά προς τον επικεφαλής της ναυτικής μοίρας του ΝΑΤΟ, Τούρκο πλοίαρχο Μπιρέν, στις 25 Μαΐου 1973.»
Il messaggio radiofonico di Nikos Pappas al capo dello squadrone navale della NATO, il capitano turco Biren, il 25 maggio 1973.»
(Nikos Pappas, 25 maggio 1973)
La portata della reazione contro la dittatura fu molto esposta a livello internazionale e fu una delle principali cause del deterioramento del regime.

## L'atteggiamento del re Costantino II
Il re Costantino II in esilio in Italia e ancora capo dello Stato greco, sebbene informato dei piani degli ufficiali di Marina, assunse un atteggiamento ambivalente, non volendo essere coinvolto in alcuna dichiarazione pubblica; e non incontrò nemmeno gli ufficiali ribelli alla dittatura militare arrivati a Roma. Tuttavia, il regime, sospettando che ci fosse il sovrano dietro l'azione, anche per via delle simpatie filo-realiste della Marina ellenica, lo detronizzò il 1º giugno 1973 e proclamò formalmente il paese una repubblica presidenziale, poi ratificata con un referendum pilotato il 29 luglio 1973.